# Зенитный ракетный комплекс морского базирования

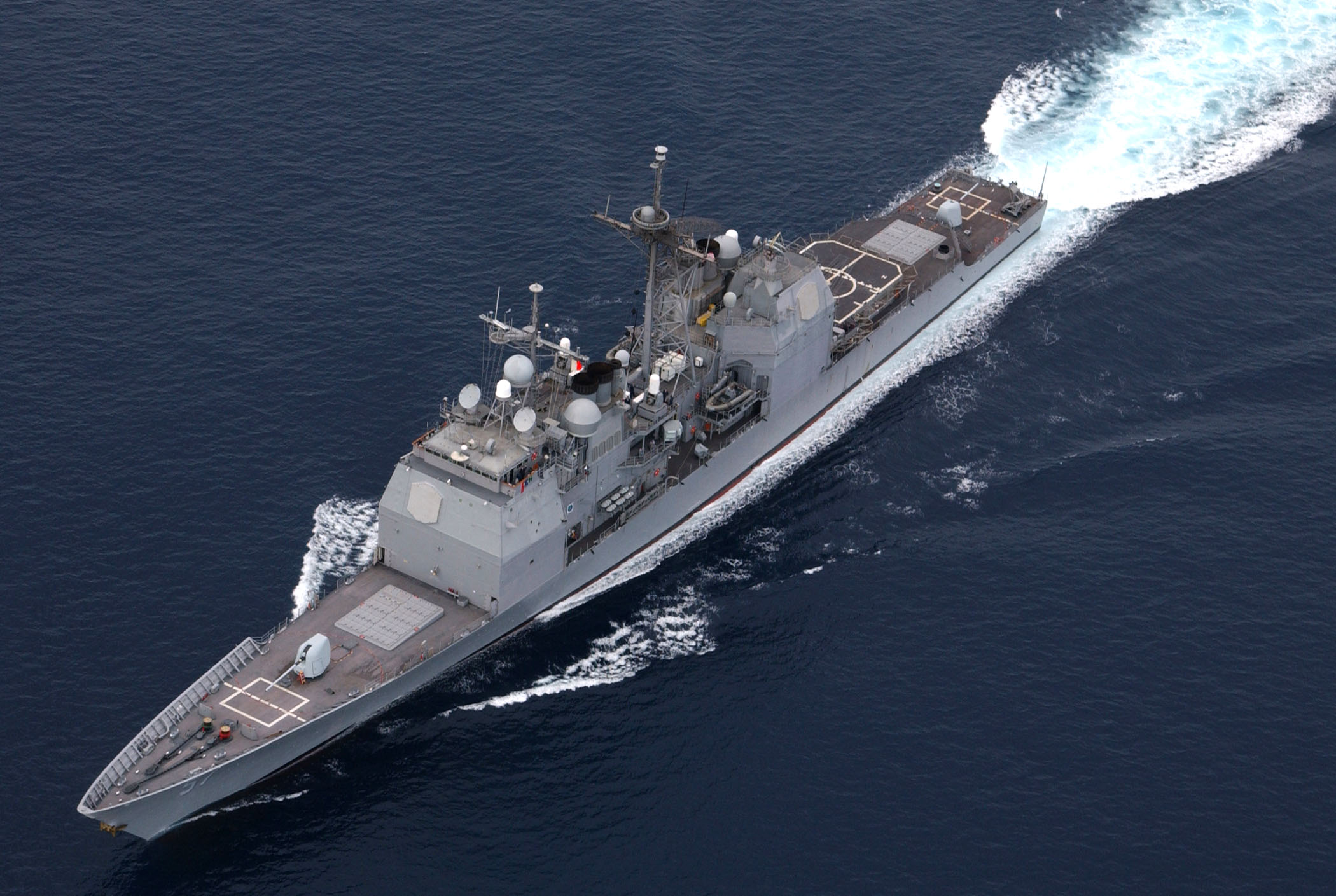
USS Lake Champlain американский ракетный крейсер, созданный в 1987 году, оснащённый системой «Иджис»

Зенитный ракетный комплекс морского базирования — комплекс функционально связанных боевых и технических средств, установленный на кораблях, обеспечивающих решение задач по борьбе со средствами воздушно-космического нападения противника.

## История
Разработка первых ЗРК морского базирования начала осуществляться в начале 1940-х годов. Первые из них поступили на вооружение в американский ВМФ. Проблема защиты от воздушных налётов боевых эскадр и авианосных соединений стояла остро ещё со времён Второй мировой войны когда самолёты оснащённые бомбами и торпедами проявили себя как наиболее грозное оружие против крупных надводных кораблей. С разработкой управляемых ракет появилась возможность построить полноценную систему ПВО кораблей не прибегая к массированному авиационному прикрытию с помощью истребителей, что ещё было вполне осуществимо в авианосных группах, но не реализуемо для отдельных кораблей и небольших эскадр.
Разработка корабельных зенитных ракетных комплексов для ВМС США началась в годы Второй мировой войны. Уже в 1944 году начался мелкосерийный выпуск зенитных управляемых ракет KAN-1 с радиокомандной системой наведения, ограниченно использованных в боях за Окинаву. В 1945—1947 годах компанией «Фэйрчайлд» был разработан зенитный комплекс XSAM-N-2, серийный выпуск которых начался в 1949 году. Тем не менее и эта система фактически осталась опытной и первым боевым ЗРК американского флота по праву считается «Терьер».
К созданию комплекса фирма «Конвэр» приступила в 1949 году. В качестве способа наведения ракет разработчики выбрали метод «трёх точек», который требовал непрерывной подсветки ракеты и цели лучом РЛС. Ракета двухступенчатая, двигатели обеих ступеней твердотопливные. Пусковая установка была спаренная, тумбового типа.
С появлением противокорабельных ракет, развитие ЗРК получило новый импульс. Уничтожение носителей этих ракет до того как они осуществят запуск своего оружия практически не разрешимая задача, так как пуск ЗУР можно производить за десятки и даже сотни километров от цели, а время реакции ЗРК — не велико. При этом, скорострельные артиллерийские зенитные системы основанные на малокалиберных автоматических пушках неэффективны на дальностях выше 2-4 км, имеют довольно большое[какое?] рассеивание снарядов, скорость же зенитных ракет (300—500 м/c) практически не оставляет артиллерийским системам времени на наведение орудий даже на единичные цели. Поэтому, практически единственным действенным способом сохранить корабли стал ракетный перехват. Именно это и договор по ПРО привели к тому что эволюция систем ЗРК от чисто зенитных к универсальным привела к созданию ЗРК морского базирования «Иджис», который по некоторым оценкам (с ЗУР типа SM-6) способен бороться со всеми классами воздушных целей, включая баллистические.

## Классификация
По дальности
- ближнего действия
- малой дальности
- средней дальности
- большой дальности

По способу наведения
- с радиокомандным управлением ракетой
- с наведением ракет по радиолучу (с подсветом цели) - полуактивная ГСН
- с самонаведением ракеты - активная ГСН

## Состав
В состав ЗРК в общем случае входят
- средства разведки воздушного противника
- средства автоматического сопровождения воздушной цели (может находиться на ракете)
- пусковая установка зенитных управляемых ракет (ЗУР)
- средства управления ракетой (может находиться на ракете — при самонаведении)
- средства автоматического сопровождения ракеты (самонаводящимся ракетам не требуется)
- зенитные управляемые ракеты
- средства транспортировки ЗУР и заряжания ими пусковой установки
- средства функционального контроля оборудования

## Способы и методы наведенияЗУР

### Способы наведения
1. Телеуправление первого рода
— Станция сопровождения цели находится на земле
— Летящая ЗУР сопровождается станцией визирования ракеты
— Необходимый манёвр рассчитывается наземным счётно-решающим прибором
— На ракету передаются команды управления, которые преобразуются автопилотом в управляющие сигналы рулям
2. Телеуправление второго рода
— Станция сопровождения цели находится на борту ЗУР и координаты цели относительно ракеты передаются на землю
— Летящая ЗУР сопровождается станцией визирования ракеты
— Необходимый манёвр рассчитывается наземным счётно-решающим прибором
— На ракету передаются команды управления, которые преобразуются автопилотом в управляющие сигналы рулям
3. Теленаведение по лучу
— Станция сопровождения цели находится на земле
— Наземная станция наведения ракет создаёт в пространстве электромагнитное поле с равносигнальным направлением, соответствующим направлению на цель
— Счетно-решающий прибор находится на борту ЗУР и вырабатывает команды автопилоту, обеспечивая полет ракеты вдоль равносигнального направления
4. Самонаведение
— Станция сопровождения цели находится на борту ЗУР
— Счётно-решающий прибор находится на борту ЗУР и генерирует команды автопилоту, обеспечивающие сближение ЗУР с целью
Самонаведения подразделяют на
- активное — если ЗУР использует активный метод локации цели: излучает зондирующие импульсы;
- полуактивное — если цель облучается наземной РЛС подсвета, а ЗУР принимает эхо-сигнал;
- пассивное — если ЗУР лоцирует цель по её собственному излучению (тепловому следу, работающей бортовой РЛС и т. п.) или контрасту на фоне неба (оптическому, тепловому и т. п.).

### Методы наведения
Двухточечные методы — наведение осуществляется на основании координат, скорости и ускорения цели в системе координат ракеты.
Применяются при телеуправлении 2-го рода и самонаведении.
- Метод пропорционального сближения — вектор скорости ЗУР направлен на цель.
- Метод прямого наведения — вектор ускорения ЗУР (ось ракеты) направлен на цель — этот метод даёт менее кривую траекторию, чем предыдущий, на большом расстоянии от цели и более кривую — на малом.

Трёхточечные методы — наведение осуществляется на основании координат, скоростей и ускорений цели и ракеты в системе координат наземной РЛС.
Применяются при телеуправлении 1-го рода и теленаведении.
- Метод трёх точек — ракета находится на линии визирования цели.
- Метод трёх точек с параметром — ракета находится на линии, упреждающей линию визирования на угол, зависящий от разности дальностей ракеты и цели

## ЗРК на вооруженииВМФ России
Российские зенитно-ракетный комплексы морского базирования представлены такими системами как:
- «Шторм»,
- «Ураган»,
- «Штиль»,
- «Оса-М»,
- Кортик,
- Кинжал (ЗРК),
- Каштан (ЗРАК),
- «Редут»,
- С-300Ф «Форт».